# Biancaneve nella foresta nera
Biancaneve nella foresta nera (Snow White: A Tale of Terror) è un film del 1997 diretto da Michael Cohn, libero adattamento in chiave horror-gotica della fiaba Biancaneve dei fratelli Grimm.

## Trama
La giovane Lilliana Hoffman, affettuosamente chiamata Lilly dal padre, il ricco Lord Friedrich Hoffman, è una fanciulla dalla grande bellezza, intrappolata nel mondo dorato ed opulento nel quale è nata. Ella non ha più la madre, morta durante il parto, ed era ancora una bambina quando Lord Hoffman aveva deciso di riprendere moglie. La nuova sposa, la bella Lady Claudia, era così entrata a far parte della famiglia, senza riuscire però a creare un pacifico rapporto con Lilly, la sua figliastra, che l'aveva sempre respinta nonostante i suoi tentativi di costruire un rapporto pacifico. Con il tempo le piccole rivalità tra le due si trasformano in un odio profondo quando Lady Claudia perde il figlio che per anni aveva desiderato. In aggiunta allo shock provato per la nascita del neonato morto, la donna vede alimentato il suo rancore dal misterioso specchio che ha nella sua stanza che, come da un altro mondo, la consola aizzandola contro la sua figliastra Lilly.
Convinta che quest'ultima sia la responsabile del suo dolore e per vendicarsi del rigetto nei suoi confronti, Lady Claudia scatena su di lei tutta la sua furia, obbligandola a fuggire nel bosco per salvarsi la vita e a non far più ritorno a casa. Lilliana trova rifugio in una chiesa diroccata, nel folto della foresta oscura, insieme ad uno strano gruppo di minatori, che inizialmente non l'accettano e, anzi, pensano di usarla come ostaggio per un riscatto. Lady Claudia, intanto, grazie al misterioso specchio, scopre che Lilly non è morta come il fratello, incaricato di ucciderla, le aveva fatto credere e comincia una lunga lotta per eliminarla, ricorrendo alle arti magiche che lo specchio le ha indicato.
Dopo vari tentativi, nei quali rimangono coinvolti i nuovi amici di Lilly, la sua diabolica matrigna, Claudia, trasformata in una vecchia strega, fa piombare in catalessi l'odiata figliastra rivale con una mela avvelenata e si prepara a ridare vita al suo bambino con il sacrificio del padre, Lord Hoffman. Lilly, creduta morta, viene preparata per essere sepolta. Quando il dottor Peter getta il primo pezzo di terra sulla bara della ragazza, Will, il minatore che si è innamorato di lei, si accorge che Lilly ha aperto gli occhi e preso dalla rabbia si getta sulla bara e la apre. Prende in braccio la giovane e incomincia a dirle "respira, respira...", come per magia la ragazza riesce a rigettare il pezzetto di mela che le era rimasto in gola. Viva e determinata, fa ritorno al castello con Will per salvare il padre dalle crudeli grinfie della matrigna, e affrontarla una volta per tutte. Dopo uno scontro nel quale Claudia sembra prevalere, Lilliana riesce a distruggere lo specchio e, con lui, la sua diabolica matrigna. Salvato suo padre, per lei e Will inizia una nuova vita.

## Produzione
Il film è stato girato tra i paesaggi della Boemia e di Praga per suggerire quelle atmosfere da romanticismo tedesco tipiche della raccolta di fiabe Kinder- und Hausmärchen dei fratelli Grimm, riprendendo inoltre i temi dell'immaginario gotico dell'Ottocento. Si stima che il budget speso ammonti fra i 26 e i 30 milioni di dollari.

## Distribuzione
In Italia la pellicola venne distribuita nei cinema dal 9 maggio 1997 dall'Italian International Film, mentre negli Stati Uniti venne trasmessa per la prima volta il 24 agosto dello stesso anno direttamente in televisione dall'emittente Showtime. Il film è stato successivamente distribuito sia in VHS che in DVD. Nel 2016 l'opera è stata pubblicata per la prima volta nel formato Blu Ray.

## Accoglienza

### Critica
Sull'aggregatore Rotten Tomatoes il film riceve il 55% delle recensioni professionali positive con un voto medio di 6 su 10 basato su 11 critiche, mentre è stato completamente stroncato dalla critica italiana. L'opera ha ricevuto tre candidature ai Premi Emmy 1998; migliori costumi, miglior trucco e attrice in un film o miniserie per Sigourney Weaver.